# Родна Воја
Кошнице Родна Воја су прве кошнице на свету са предвиђеним правилним вертикално покретљивим пречником. Њени су рамови нижи од површине зимског клубеа, што је јако важно, а истовремено са наставцима једни у односу на наредне у целој кошници се три пута међусобно укрштају.
Кошница је настављача са десеторамним наставцима а број наставака је могуће повећавати у зависности од потребе и начина пчеларења, у суштини 4 наставка са 40 рамова запремине око 240 дециметара квадратних саћа имају могућност прихвата око 64.000 пчела што одговара потребама и најјачих пчелињих заједница, и они чине један предвиђени комплет за једноматичне заједнице.

## Рамови Родне Воје
Рамови Родне Воје сви су исти, дуги исто онолико колико је ширина десет рамова а по висини су упола нижи. Практично у кошнице настављача са 4 међусобно укрштена наставка испод крова и хранилице у унутрашњости наставака добијамо две коцке, једну изнад друге, унутрашњег простора предвиђеног за распоред и укрштање 40 рамова, и то 20 за плодиште и 20 за медиште.
Рамови који су нижи од површине зимског клубеа, нормално развијеним па и оним нешто слабијим пчелињим заједницама током зиме у овој кошници је омогућено да увек захватају два или три међусобно укрштена наставка, то јест увек директан контакт са правилно распоређеном храном и гарантовано и сигурно презимљавање. Овде је са истом количином хране медна капа већа за око 70% у односу на ЛР кошнице, Дадан-Блатову кошницу ДБ или Фарарову кошницу.
Врло је важно да распон од саћа до саћа између наставака износи све укупно 26mm. Сатоноша у раму висока је 10mm а донја летвица 6 mm док је простор између доњих и горњих тј. наредних рамова 10mm.
Због укрштања рамова у сваком наставку онемогућен је директан продор хладног ваздуха на пчелиње легло, у други наставак продире само четвртина хладног ваздуха а у трећи где се развија пролећно легло око 8%. Овде пчеле много лакше одржавају температуру и због правилне медне капе лакше се чува и одржава акумулирана температура, заправо овде се ствара идеална лакоодржива микроклима па и у пролеће али и током целе сезоне мањи број пчела лако одржава легло а много већи број је запослен на доношењу свежег нектара и полена. Све скупа резултује изобиљем хране у кошници и изузетно квалитетно отхрањеним леглом, што доводи до много дужег животног века пчела свих јединки у кошници.
Исто, због укрштења рамова нижих од површине зимског клубеа пчелама је по први пут од када их је човек спустио у кошнице омогућена измена у клубеу у улицама то јест замена пчела из топлих улица са пчелама из хладнијих крајњих улица, током зиме, а све преко горњих, први пут правилно високих и укрштених рамова са медом.
Због, по 100 раскрсница између сваког наставка и дијагоналне покретљивости са идеалним саобраћајем кроз кошницу добијамо смањену загушљивост, много лакши систем проветравања и смањен ројеви нагон као и много брже зрење меда.
Смањени ројеви нагон добијамо и због више генерација пчела (у односу на друге кошнице без пречника) и много стабилнијег легла, али и због правилне контроле матице од стране пчелиње заједнице.
Све скупа резултује 100% већим приносом на средишњим и слабијим пашама и око 50 - 70% на јачим пашама у односу на остале кошнице настављаче.
Овде пчеле скоро све саме раде и нема зазимљавања, сужавања гнезда, нема окретања рамова и наставака за 180 степени, нема додавања погача и мноштва других непотребних отварања кошнице.
Пчелар сада може да са истим утрошеним временом одржава три пута више кошница са дуплим приносом и оствари појединачно пет до шест пута већу количину меда. Са овом кошницом почетници имају дупло већи принос од старијих и искуснијих колега који раде са старом технологијом.
Нова кошница Родна Воја патентирана и заштићена у Београду и Женеви  управо одсликава природно станиште пчелиње заједнице са више пута укрштеним саћем које са медом изнад легла акумулира и задржава готово сву енергију - температуру утрошену на одржавање легла. Она враћа пчели незаобилазни пречник са правилном вертикалном покретљивошћу, враћа јој стабилну количину легла (посебно кад се матица - легло ограничи на 1 наставак 48000 радиличких ћелија), лаку борбу од болести, могућност стварања великих залиха хране, увек директан контакт са храном, дужину животног века и све оно што јој је човек, тамо неки слаб познавалац природног станишта и природних потреба пчелиње заједнице већ одавно одузео.
Овде чак у једном наставку, наизглед малом све заједнице 100% презимљавају наравно ако су очишћене од варое и ако имају макар 8 до 10 kg. остављене квалитетне хране.
Кошница Родна Воја у свом саставу имају одговарајуће подњаче, 4 наставка, 40 рамова, збег-хранилицу и дубоки кров. Хранилица је запремине од два литра и манипулацијом без директног контакта пчелара са пчелама.
Од подњача у употреби су 3 врсте и то стационарна, селећа са вентилацијом и висока 80 mm за контролу варое.
Подњаче, наставци, хранилице и кровови имају дебљину зидова од 20 mm а рамови су са сатоношама 10 mm* 390mm* 25 mm, бочним летвицама 190 mm*35 *8mm и доњим летвицама 360*25*6mm.
Наставци су сопљне мере 414*414*200mm подњача 414*414*60 +полетаљка, хранилица је 414*414*60mm и дубоки кров који својом висином од ветра штити спој између хранилице и наставка 470*470*100mm
Кошница пружа могућност лакоће и задовољства у раду и склад је више међусобно повезаних решења прилагођених најпре да би задовољиле потребе пчелиње заједнице.
РВ је десторамна кошница квадратне основе 375X375 mm, која се однедавно уврстила у ред сличних европских кошница. Прву такву десеторамну кошницу WBC је конструисао 1890. године Виљам Брутон Кар. То је двозидна кошница чија, спољна мера је 505X505 mm, Q 382X372 mm, или заокружено по метричком систему мерних јединица на 375X375 mm. Спољне димензије плодишног рама су 356X215 mm +-1 mm (14X8 ½ инча или цола) и дубина наставка је 225 mm (8 инча и 7/8). Осим овог стандардног плодишног наставка користе се и дубљи наставци од 317 mm (12 ½ инча) са којима долази рам од 14X12 инча или 356X304 mm +-1 mm. То је класична десеторамна кошница са хофмановим размаком мада постоје и једанајсторамне верзије са ужим рамовима. (У Енглеској се користе следеће димензије за бочне летвице 22, 28, 35, 37, 38 mm и у ређим случајевима 42мм за медишне рамове.) Дубина медишних наставака 148 mm (5 и 7/8 инча) или заокружено 150 mm. Медишни рам је висине 140mm. Ова кошница је лако препознатљива је по спољним наставцима који имају изглед вишеспратне пирамиде. Улога спољних наставака је да обезбеде добру изолацију целокупне кошнице како у летњем тако и у зимском периоду. 
Ту кошницу су највише користили баштовани за потребе опрашивања поврћа и воћа. Ретко се користила у комерцијалне сврхе због компликоване конструкције која је захтевала додатни рад при инспекцији. Уједно и њена цена је била већа у односу на једнозидне кошнице услед двозидне конструкције. Више је примерена стационарном пчеларењу јер није их лако ни селити на удаљене паше. 
Енглески пчелари су давно уочили да плодиште од 45000 ћелија није довољно велико и да захтева пажљив рад и интервенције током пролећног развоја како би се избегло ројење друштава. Два WBC наставка заједно имају исту запремину као и ДБ плодиште. Национална кошница је нешто већа и њене унутрашње димензије су 424X37 4mm. Спољне димензије кошнице су 460X460 mm. Има 11 рамова и самим тим 50.000 ћелија у једном наставку. Многи енглески пчелари сматрају да ни ова величина плодишта није оптималне величине. Ова кошница је боља за транспорт и зато је користе професионални пчелари. Након Другог светског рата Национална кошница је продубљена на 12 ½ инча или 317 mm ради повећања плодишта чиме је број ћелија увећан на 72000. 
Сличне кошнице са различитим висинама плодишних и медишних рамова се користе у Пољској, Мађарској, Скандинавији (рамови ХЛС висине 14,5 cm, ЛН -висина 22,2 cm, Носк-висине 24 cm), Холандији, Србији (Драгославка) и Турској